# Kwame Sanaa-Poku Jantuah

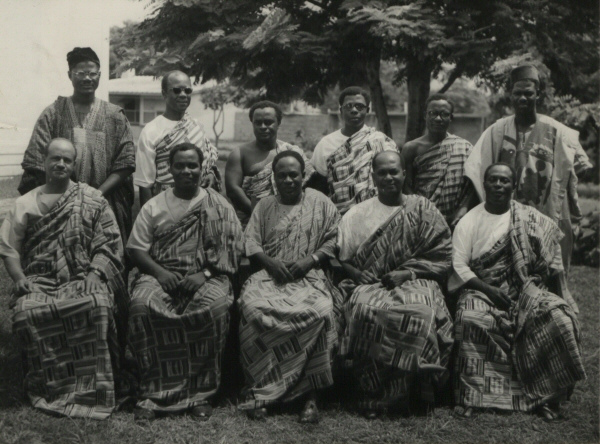
Jantuah (hintere Reihe, 2. von rechts) mit der Regierung Nkrumah am 6. März 1957

Kwame Sanaa-Poku Jantuah (* 21. Dezember 1922 in Kumasi als John Ernest Kwame Antoa Onyina Jantuah; † 3. Februar 2011 in Accra) war ein ghanaischer Politiker und Diplomat.

## Werdegang
Jantuah wurde in Kumasi geboren und dort 1934 im Alter von elf Jahren katholisch getauft. An seinem 40. Geburtstag änderte er seinen Namen offiziell von „John Ernest“ in „Kwame Sanaa-Poku“; diesen Umstand klärte Jantuah erst 2008 in einem offenen Brief auf. Während seines Studiums der Rechtswissenschaft in London und Oxford lernte er den späteren Präsidenten Kwame Nkrumah kennen und schloss sich 1948 der United Gold Coast Convention (UGCC), 1949 der Convention People’s Party (CPP) an. 1951 wurde er für die CPP in die gesetzgebende Versammlung der Goldküste gewählt und zum Ministerialsekretär des Justizministers und Attorney General ernannt. Nach seiner Wiederwahl in das Parlament 1954 ernannte ihn Premierminister Nkrumah zum Minister für Landwirtschaft und Fischerei, zwei Jahre später zum stellvertretenden Hochkommissar in London. 1959 stieg Jantuah zum Hochkommissar der unabhängigen Republik Ghana auf, noch im selben Jahr wurde er Botschafter in Paris und war anschließend zwischen 1962 und 1964 Botschafter in Brasilien. Jantuah war ein enger Vertrauter Nkrumahs und vertrat diesen unter anderem bei der Beerdigung Dag Hammarskjölds und der Amtseinführung des argentinischen Präsidenten; 1965 mitunterzeichnete er als Zeuge das Testament Nkrumahs.
Nach der Absetzung Kwame Nkrumahs durch einen Militärputsch im Februar 1966 kehrte Jantuah im folgenden Jahr nach Ghana zurück; bei seiner Ankunft wurden Bücher Nkrumahs sowie weitere sozialistische Schriften und Mein Kampf konfisziert. Jantuah engagierte sich in den folgenden Jahren weiter politisch und unterstützte die CPP bei ihrer Wiederbelebung, Mitte der 1970er Jahre beteiligte er sich am People’s Movement for Freedom and Justice gegen die Militärdiktatur unter General Ignatius Kutu Acheampong. Nach dem Erfolg der People’s National Party (PNP) bei den Parlamentswahlen 1979 wurde Jantuah in der Regierung Limann zum Minister für Kommunalverwaltung, ländliche Entwicklung und Genossenschaften ernannt, ab Oktober 1981 war er Innenminister. Nach dem Putsch an Silvester 1981 ging Jantuah ins Exil, unter dem Schutz seines Freundes und überzeugten Nkrumahisten Kojo Tsikata konnte er zurückkehren und wurde auf dessen Vorschlag hin von Jerry Rawlings zum Botschafter in der Deutschen Demokratischen Republik ernannt. Am 29. April 1985 wurde Jantuah von Erich Honecker empfangen und zum Außerordentlichen und Bevollmächtigten Botschafter der Republik Ghana in der DDR akkreditiert; diesen Posten hatte er bis zum Ende der Deutschen Demokratischen Republik im Jahr 1990 inne.
1981 wurde Jantuah von Abdou Diouf als Grand Officier de l’Ordre du Mérite du Sénégal, 2007 von John Agyekum Kufuor als Member of the Order of the Volta ausgezeichnet. Als letztes lebendes Mitglied der Regierung Nkrumah starb Jantuah Anfang 2011 nach kurzer Krankheit im Alter von 88 Jahren.